# Salil Shetty
Salil Shetty (3 febbraio 1961) è un funzionario indiano, segretario generale dell'organizzazione per i diritti umani Amnesty International dal 2009 all'agosto 2018.
In precedenza, è stato direttore della campagna del Millennio delle Nazioni Unite. Prima di entrare alle Nazioni Unite, ha lavorato come chief executive di ActionAid. Cittadino indiano, è cresciuto a Bangalore. La madre è attiva in gruppi di donne, e il padre nel movimento dei dalit.

## Formazione
Shetty ha studiato presso l'Indian Institute of Management di Ahmedabad, dove ha conseguito un MBA, e alla London School of Economics, dove ha conseguito un master in politiche sociali e pianificazione.

## Amnesty International
Shetty è stato nominato segretario generale dell'organizzazione per i diritti umani Amnesty International il 21 dicembre 2009 e ha assunto la carica nel luglio del 2010, succedendo a Irene Khan. Ha promosso un rafforzamento della presenza globale dell'organizzazione, con l'apertura di nuovi uffici di apertura in Brasile, India, Sud Africa , Hong Kong e altri paesi.

## Polemiche
Il decentramento degli uffici del Segretariato internazionale di Amnesty International, promossa da Shetty, ha provocato una grave controversia tra il personale dell'organizzazione. Secondo un articolo pubblicato dal Guardian il 2 dicembre 2012,
il nucleo della controversia sta nella decisione di rendere l'organizzazione "più vicino alla terra", aprendo 10 nuovi hub regionali nelle aree "calde" in cui più frequentemente si verificano violazioni dei diritti umani. Alcuni dei 500 dipendenti di Amnesty a Londra saranno spostati all'estero. Gli interessati sostengono che il cambiamento è stato malamente pianificato, sottovalutando i rischi di confondere le finalità dell'organizzazione. Per loro non si tratta di una vertenza sindacale contro i tagli di posti di lavoro ma di una battaglia per l'anima dell'organizzazione.